# ラグエル
ラグエル (Raguel) は旧約聖書偽典『エノク書1』にあらわれる天使の一人。名前は「神の友人」を意味する。ウリエル、ラファエルらと共に名前が挙げられ、「みつかいの一人で、世界と光に復讐する」ものであると書かれている (20:4) 。これは通常、他の天使の行いを監視する者と解釈される。ラグイル (Raguil) 、ラスイル (Rasuil) 、ルファエル (Rufael) 、アクラシエル (Akrasiel) などともいわれる。
エノクが天国を訪れた際に彼が案内役を担ったとする説もある。また、『ヨハネの黙示録』ではラグエルは神の命令で終末のラッパを吹き鳴らし、地上に過酷な天罰をもたらす存在として描かれる。
754年にザカリアスは教会会議においてラグエルを含む多くの天使を堕天使と認定し、ラグエルを「聖人の名を騙る悪魔」と非難した。これは当時民間において過熱していた天使信仰を危険視した教会がそれを沈静化させる為に行った政治的処分であり、知名度の高かったラグエルなどの天使がその見せしめとなったものといわれる。

## 関連記事
- 天使の一覧